# Valkyria Chronicles III
Valkyria Chronicles 3, noto in Giappone come Senjō no Valkyria 3: Unrecorded Chronicles (戦場のヴァルキュリア3?), è un videogioco di ruolo strategico a turni edito da SEGA e Media.Vision, terzo capitolo della saga iniziata con Valkyria Chronicles, uscito in Giappone nel 2011 per la console PlayStation Portable. Del gioco è uscita anche un'edizione estesa chiamata Valkyria Chronicles 3 Extra Edition che comprende diversi DLC della versione originale e nuovi contenuti.
A causa del basso numero di copie vendute in occidente del precedente Valkyria Chronicles II il gioco, a differenza dei primi due titoli, è stato commercializzato unicamente in Giappone, anche se esiste una versione tradotta in Inglese a livello amatoriale facilmente reperibile online. Malgrado ciò, Valkyria Chronicles III ha ricevuto ottime recensioni da parte della critica, e ha visto per la sua creazione la messa in opera di un gran numero di realizzatori di numerosi ambiti, al fine di migliorare, con esiti positivi, le evidenti carenze a livello di trama, comparto sonoro e giocabilità riscontrate nel suo predecessore.
A seguito del grande successo ottenuto sia in termini di vendite che di critica, tra aprile e maggio 2012, sempre in Giappone, sono stati prodotti due OAV con protagonisti gli stessi personaggi del gioco, Senjō no Valkyria 3: Taga tame no jūsō (戦場のヴァルキュリア３ 誰がための銃瘡?), distribuiti in un primo momento tramite il PlayStation Network e successivamente in DVD.

## Trama
La storia si svolge nel 1935, quasi parallelamente agli eventi di Valkyria Chronicles. Poco dopo l'invasione di Gallia ad opera dell'Impero, il governo galliano, per tentare di fare fronte alle preponderanti forze imperiali, decide di mettere in campo una speciale Unità Militare Penale, l'Unità 422, altrimenti detta "Unità Nameless".
Formata da disertori, criminali recidivi e individui con alle spalle storie dai contorni poco chiari, l'Unità 422 ha il più delle volte il compito di condurre missioni ad alto rischio per conto dell'esercito galliano; il comandante dell'unità è il capitano Kurt Irving, un giovane e promettente ufficiale accusato ingiustamente di alto tradimento e che aspira tramite il comando dei Nameless a riacquistare l'onore perduto, mentre tra i suoi membri più in vista vi sono la Darcsen Imca, che aspira a vendicarsi della misteriosa Valkyria che distrusse il suo villaggio, e la giovane Riela Marcellis, una ragazza sospettata di stregoneria.
Costretti ad una perenne esistenza sul filo del rasoio, tra missioni impossibili e politici corrotti pronti a spazzarli via per tutelare la propria immagine, i Nameless malgrado tutto giocheranno un ruolo indispensabile nello svolgimento della guerra, in particolare contrastando la potente unità imperiale dei Calamity Raven, formata da Darcsen costretti a scegliere tra l'arruolamento nell'esercito dell'Impero e la campagna di sterminio operata da quest'ultimo nei confronti del loro popolo.